# 孛花
孛花（?—?），又作不花。元朝驸马。亦乞列思氏。孛秃之孙，帖里干之子。
至元四年（1267年）十月，元世祖忽必烈赐驸马不花银印，没有無國邑名号。孛花娶元世祖忽必烈的女儿吾魯真公主。其弟唆都哥，封寧昌郡王，娶魯魯罕公主、魯倫公主。唆都哥子不鄰吉歹，封寧昌郡王，娶普顏可里美思公主。孛花是忽怜从弟。其弟锁郎哈，娶皇子忙哥剌女奴兀伦公主，生女为元武宗仁献章圣皇后，元明宗生母。